# レイ・ブラッドベリ
レイ・ダグラス・ブラッドベリ（Ray Douglas Bradbury、1920年8月22日 - 2012年6月5日）は、アメリカ合衆国の小説家、詩人。

## 経歴
1938年から1942年まで新聞の販売をしており、その間にヘンリー・ハースとの共作の「振り子」が『スーパー・サイエンス・ストーリーズ』に掲載され、プロ作家になった。
1947年、処女短編集『黒いカーニバル』（Dark Carnival）をアーカム・ハウスから刊行した。続いてダブルディから刊行された『火星年代記』『刺青の男』で名声を得る。
1947年、1948年に、アメリカの年間短編傑作集（いわゆるO・ヘンリー賞）に2年連続で作品が収録された（1947年に「集会」が収録、1948年に「発電所」が第三席で入賞）。1954年、アメリカ芸術文学協会賞、カリフォルニア・コモンウェルズ・クラブのゴールド・メダル賞を受賞した。
またハーマン・メルヴィル原作、ジョン・ヒューストン監督の映画『白鯨』の脚本を担当した。
晩年はロサンゼルスに在住し、著作活動を続けた。2012年6月5日に91歳で死去。
特撮監督のレイ・ハリーハウゼンとは高校時代からの友人であり、1992年にハリーハウゼンがアカデミー賞特別賞を受賞した際はプレゼンターを務めた。

## 作品リスト

### 長編
- 『火星年代記』（The Martian Chronicles）
- 『華氏451度』（Fahrenheit 451）
- 『たんぽぽのお酒』（Dandelion Wine）
  - 北山克彦訳　晶文社、1971
- 『ハロウィーンがやってきた』（The Halloween Tree）
  - 伊藤典夫訳　晶文社、1975
- 『何かが道をやってくる』（Something Wicked This Way Comes）
  - 大久保康雄訳　創元推理文庫、1964
  - 中村融訳、創元SF文庫、2023
- 『死ぬときはひとりぼっち』（Death is a Lonely Business）
  - 小笠原豊樹訳　サンケイ出版、1986。文藝春秋、2005
- 『黄泉からの旅人』（Graveyard for Lunatics: Another Tale of Two Cities）
  - 日暮雅通訳　福武書店、1994。文藝春秋、2005
- 『塵よりよみがえり』（From the Dust Returned）
  - 中村融訳　河出書房新社、2002、河出文庫、2005、新版2024
- 『さよなら、コンスタンス』（Let's All Kill Constance）
  - 越前敏弥訳　文藝春秋、2005
- 『緑の影、白い鯨』（Green Shadows, White Whale）
  - 川本三郎訳　筑摩書房、2007
- 『さよなら僕の夏』（Farewell Summer）
  - 北山克彦訳　晶文社、2007

### 短編集
- 『黒いカーニバル』（Dark Carnival）
  - 伊藤典夫訳　早川書房、1972　のちハヤカワ文庫
- 『刺青の男』（The Illustrated Man）
  - 小笠原豊樹訳　早川書房、1960　のち文庫
- 『太陽の黄金の林檎』（The Golden Apples of the Sun）
  - 小笠原豊樹訳　早川書房、1962　のち文庫
- 『十月はたそがれの国』（The October Country）
  - 宇野利泰訳　創元推理文庫、1965
  - 中村融訳、創元SF文庫、2024.11
- 『メランコリイの妙薬』（A Medicine for Melancholy）
  - 吉田誠一訳、早川書房、1961　のち文庫
- 『よろこびの機械』（The Machineries of Joy）
  - 吉田誠一訳　早川書房、1966　のち文庫
- 『ウは宇宙船のウ』（R Is for Rocket）
  - 大西尹明訳 創元推理文庫、1968　のち創元SF文庫
- 『スは宇宙（スペース）のス』（S Is for Space）
  - 一ノ瀬直二訳　創元推理文庫、1971
- 『キリマンジャロ・マシーン』（I Sing the Body Electric）
  - 伊藤典夫ほか訳　早川書房、1981　のち文庫
- 『歌おう、感電するほどの喜びを!』（I Sing the Body Electric）
  - 伊藤典夫ほか訳　ハヤカワ文庫、1989
- 『ブラッドベリは歌う』（I Sing the Body Electric!）
  - 中村保男訳　サンリオSF文庫、1984
- 『とうに夜半を過ぎて』（Long After Midnight）
  - 小笠原豊樹訳　集英社、1978　のち文庫、河出文庫、2011
- 『万華鏡 ブラッドベリ自選SF傑作選』（The Vintage Bradbury）
  - 川本三郎訳　サンリオSF文庫、1978
  - 中村融訳、創元SF文庫、2016
- 『十月の旅人』（The October Game and Other Stories）
  - 伊藤典夫訳　大和書房、1974　のち新潮文庫、ハヤカワ文庫、2016
- 『火の柱』（Pillar of Fire and Other Plays）
  - 伊藤典夫訳　大和書房、1980
- 『火星の笛吹き』（The Piper）
  - 仁賀克雄編訳　徳間書店、1979　のち文庫、ちくま文庫
- 『悪夢のカーニバル』（A Memory of Murder）
  - 仁賀克雄訳　徳間文庫、1984
- 『恐竜物語』（Dinosaur Tales）
  - 伊藤典夫訳　新潮文庫、1984
- 『バビロン行きの夜行列車』（Driving Blind）
  - 金原瑞人・野沢佳織訳　角川春樹事務所、1998
- 『夜をつけよう』（Switch on the Night）
  - 今江祥智訳　BL出版、1998
  - 夜のスイッチ　北山克彦訳　晶文社、2008
- 『二人がここにいる不思議』（The Toynbee Convector）
  - 伊藤典夫訳　新潮文庫、2000
- 『瞬き（まばたき）よりも速く』（Quicker Than the Eye）
  - 伊藤典夫、村上博基、風間賢二訳　早川書房、1999　のち文庫
- 『社交ダンスが終った夜に』（One More for the Road）
  - 伊藤典夫訳　新潮文庫、2008
- 『猫のパジャマ』（The Cat's Pajamas）
  - 中村融訳　河出書房新社、2008、河出文庫、2014
- 『永遠の夢』（Now and Forever）
  - 北山克彦訳　晶文社、2010

### ノンフィクション、エッセイ、および伝記
- 『ブラッドベリがやってくる - 小説の愉快』（Zen in the Art of Writing）
  - 小川高義訳、晶文社、1996
- 『ブラッドベリはどこへゆく - 未来の回廊』（Yestermorrow）
  - 小川高義訳、晶文社、1996
- 『ブラッドベリ、自作を語る』サム・ウェラー共著、小川高義訳、晶文社、2012

その他、短編多数
- サム・ウェラー『ブラッドベリ年代記』、中村融訳、河出書房新社、2011

徹底的なインタビューに基づいた評伝

## タイトル
- 『太陽の金の林檎』（The Golden Apples of the Sun、1953年）のタイトルは、アイルランドの詩人ウィリアム・バトラー・イェイツの詩『さまようイーンガスの歌』（The Song of Wandering Aengus ）から採られている。
- 『歌おう、感電するほどの喜びを!』（I Sing the Body Electric、1969年）のタイトルは、ウォルト・ホイットマンの詩集『草の葉』に所収されている「アダムの子どもたち」（Children of Adam）内の一編の詩のタイトルから採られている。
- 『何かが道をやって来る』（Something Wicked This Way Comes、1962年）のタイトルは、ウィリアム・シェイクスピアの戯曲『マクベス』の第4幕第1場において、洞窟の中に潜んだ3人の魔女のうちの一人がマクベスが近づいたことを察し、“By the pricking of my thumbs, Something wicked this way comes. Open, locks, whoever knocks.”（親指がぴくぴく動く、何か悪いものがこっちに近づいて来るな、抜けろ、かんぬき、誰でもいいぞ）と発した箇所からの引用である。ちなみに、アガサ・クリスティの推理小説『親指のうずき』（By the Pricking of my Thumbs、1968年）も同じ箇所の台詞から採られている。

## 映画化された作品
- 『原子怪獣現わる』（The Beast from 20,000 Fathoms）1953年（米） 監督：ユージン・ルーリー ：短編「霧笛」 (The Fog Horn) の映画化。親友レイ・ハリーハウゼンが特撮監督を務めた。
- 『華氏451』（Fahrenheit 451）1966年（仏） 監督：フランソワ・トリュフォー 出演：オスカー・ウェルナー、ジュリー・クリスティ
- 『いれずみの男』（The Illustrated Man）1968年（米） 監督：ジャック・スマイト 出演：ロッド・スタイガー
- 『何かが道をやってくる』（Something Wicked This Way Comes）1983年（米） 監督：ジャック・クレイトン 出演：ジェイソン・ロバーズ、ジョナサン・プライス
- 『サウンド・オブ・サンダー』（A Sound of Thunder）2005年（米） 監督：ピーター・ハイアムズ 出演：エドワード・バーンズ、キャサリン・マコーマック、ベン・キングズレー『雷のような音』（短編小説集『太陽の黄金の林檎』収録）の映画化。

## 漫画化された作品
- 『ウは宇宙船のウ-ブラッドベリSF傑作選』（萩尾望都）1977年から1978年にかけて『週刊マーガレット』（集英社）に断続的に掲載されたブラッドベリ原作シリーズ。

## 備考
- マイケル・ムーア監督の映画『華氏911』のタイトルはブラッドベリの長編小説『華氏451度』を元にしている。なお、このことについて、当のブラッドベリは「了解もなしに、数字だけを変えて題名を使った」とムーアを非難、映画の内容についても「わたしの意見とは何の関係もない」と難色を示した。
- カート・ウィマー監督の映画『リベリオン』（原題：Equilibrium、2002年）は『華氏451度』へのオマージュである。
- 1992年に発見された小惑星9766番は「ブラッドベリ」と命名されている。
- キュリオシティの火星軟着陸地点は「ブラッドベリ・ランディング（Bradbury Landing）」と命名された。
- 日本においても多大な影響をもたらし、例えば『万華鏡』は手塚治虫の『火の鳥』宇宙編の粉本として知られる。